# L̃
La L con virgulilla (Mayúscula: L̃ minúscula: l̃), es un grafema usado en la escritura del lituano. Esta es la letra L diacrítico con una virgulilla.

## Uso
En lituano, la L con virgulilla «L̃, l̃» rara vez se usa y se encuentra en algunos textos de gramática, diccionarios o libros de texto. La virgulilla se utiliza como el circunflejo griego, indica el acento tónico largo. Por lo tanto, la L con virgulilla indica una /l/ que forma parte de un diptongo con acento tónico.

## Codificación
La L con virgulilla se puede representar en unicode con los siguientes caracteres unicode:
| forma     | representación | Puntos de código | descripción                             |
| --------- | -------------- | ---------------- | --------------------------------------- |
| Mayúscula | L̃              | U+004C U+0303    | Letra mayúscula latina L con virgulilla |
| minúscula | l̃              | U+006C U+0303    | Letra minúscula latina L con virgulilla |